# Ernærings- og husholdningsøkonom
En ernærings- og husholdningsøkonom er en sundhedsuddannet person, der for eksempel arbejder som husholdningslærer, forbrugerrådgiver eller i levnedsmiddelindustrien.
Uddannelsen til ernærings- og husholdningsøkonom blev i 2002 slået sammen med uddannelserne til klinisk diætist og økonoma til uddannelsen som professionsbachelor i ernæring og sundhed.
En ernærings- og husholdningsøkonom arbejder på lige fod med PB'er, men en EH'er har i sin undervisning også fokus på andre områder end sundhed og ernæring. Det være sig rengøring, pædagogik og forbrugerspørgsmål. 